# Ciaran O'Lionaird
Pour les articles homonymes, voir Ciaran.
Ciaran O’Lionaird (en irlandais Ciarán Ó Lionáird, né le 11 avril 1988 à Cork) est un athlète irlandais spécialiste du demi-fond et du fond.
Ses meilleurs résultats sont :
- 1 500 m : 3 min 34 s 46 à Oordegem le 2 août 2011
- Mile : 3 min 57 s 99 à Dublin (Santry) en juillet 2011
- 3 000 m : 7 min 50 s 40 à Göteborg en mars 2013
- 5 000 m : 13 min 33 s 64 à Heusden-Zolder en juillet 2011
- 10 000 m : 28 min 32 s 30 à Palo Alto en mars 2011.

Après avoir terminé 10e des Championnats du monde jeunesse de 2005 à Marrakech, il termine également 10e en finale des Championnats du monde à Daegu en 3 min 37 s 81, après s'être qualifié en 3 min 36 s 96 (repêché).
Le 2 mars 2013, il finit 3e du 3000 m des Championnats d'Europe d'athlétisme en salle de Göteborg, améliorant par ailleurs son record.